# Pierres Closes von Charras

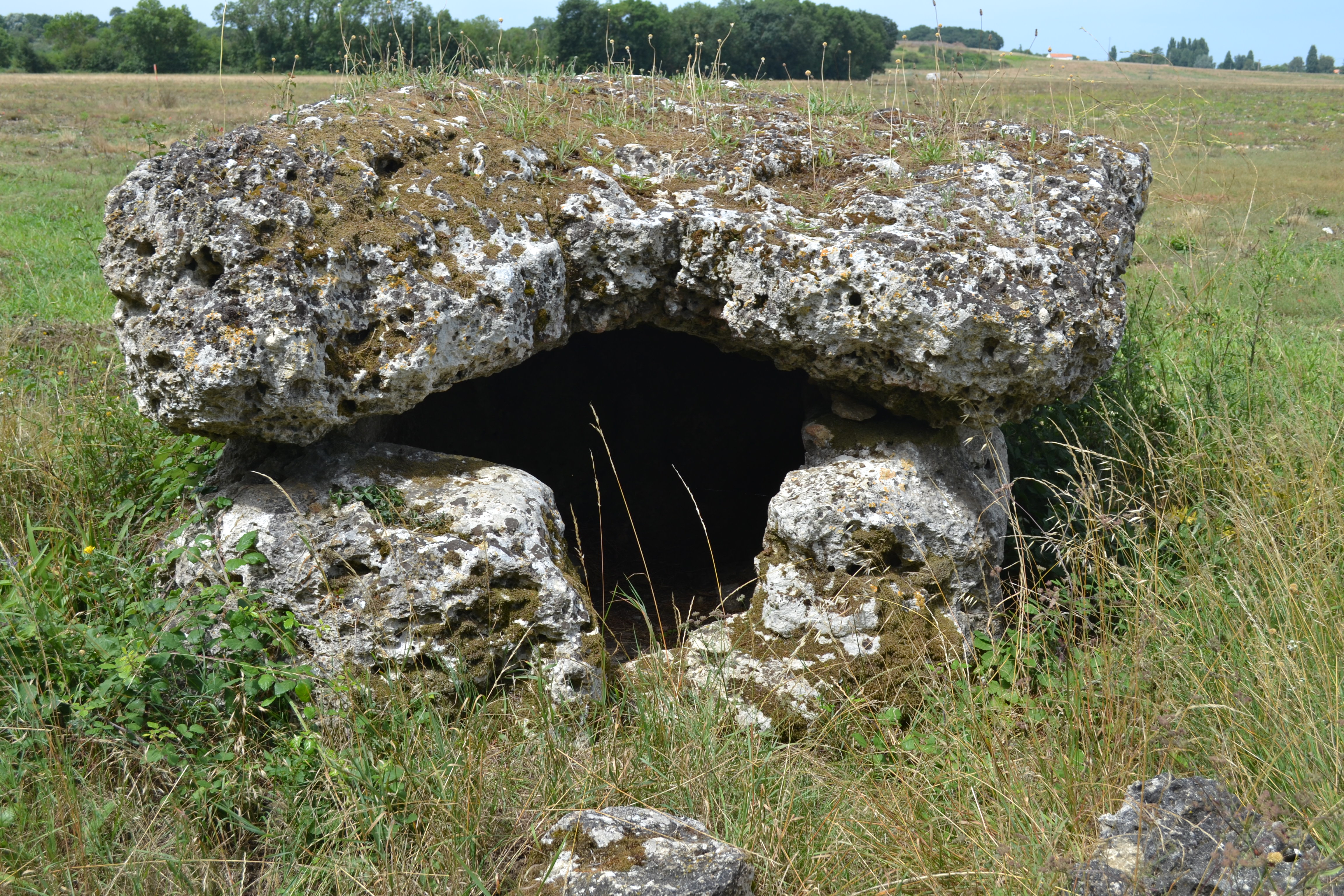
Pierres Closes de Charras 1

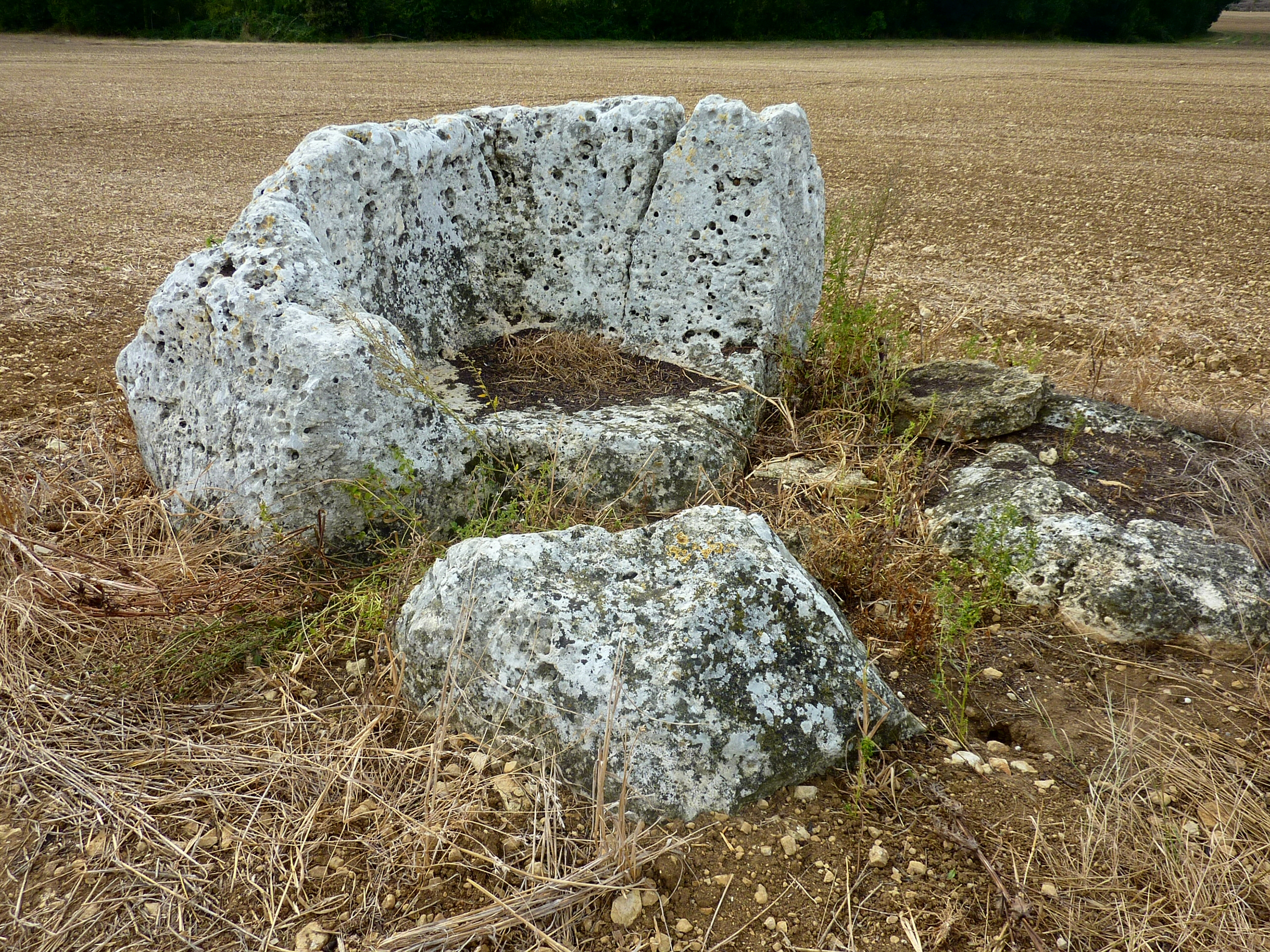
Pierres Closes de Charras 2

Die Pierres Closes von Charras, Dolmen 1 und keine 200 m entfernt Dolmen 2, sind zwei gleichartige, als Dolmen bezeichnete Megalithanlagen in Saint-Laurent-de-la-Prée bei Rochefort im Département Charente-Maritime in Frankreich. Dolmen ist in Frankreich der Oberbegriff für neolithische Megalithanlagen aller Art (siehe: Französische Nomenklatur).

## Pierres Closes von Charras 1
Diese Kammer ist als Dolmen insofern etwas Besonderes, als sie aus einer ovalen, etwa 1,7 m langen, 1,0 m breiten und 0,7 m hohen Kammer besteht, die aus einem massiven Kalksteinblock gehauen wurde und deshalb Pierres Closes (französisch geschlossene Steine) genannt wird.

## Pierres Closes von Charras 2
Der Rest dieser Kammer in den Sümpfen der Charentemündung liegt in der Mitte eines Feldes. Es ist eine weitere ovale Kammer, die aus einem massiven Felsblock aus Kalkstein gehauen wurde. Aber hier ist nur die untere Hälfte der Kammer erhalten.
Aus Felsblöcken gehauene Kammern sind selten, finden sich z. B. aber auch beim Dwarfie Stane auf Orkney und beim Campu Luntanu auf Sardinen.